# Igreja Batista Avivamento Mundial
A Igreja Batista Avivamento Mundial, foi fundada pelo Bispo Bruno Leonardo, na cidade de Natal, em Rio Grande do Norte, no ano 2000. Tendo como referência a Aliança Batista Mundial, da Igreja Batista.

## Formação
Com um grupo de 30 pessoas o bispo Bruno Leonardo fundou a Igreja Batista Avivamento Mundial. Em 2021, a igreja foi homenageada pela Câmara de Vereadores de Natal.

### O que é o avivamento na Igreja Batista?
É a reparação do altar de honra absoluta a Jesus, na vida do crente, a reconquista do fervor original, do amor primeiro que devemos a Cristo e resulta da decisão da vontade, na vida de cada crente, de ter a devolução de algo importante perdido.

## Eventos
Em 2022, reuniu mais de 40 mil pessoas na Arena Fonte Nova, ano depois reuniu mais de 62 mil pessoas na Arena Fonte Nova.

## Investigação
Em 2025, a Polícia Federal e o Ministério Público Federal investiga a igreja por suposta transação suspeita via pix ao Primeiro Comando da Capital, a igreja vem sendo alvo de apuração por suposta ligação com Willian Barile Agati.